# Euscelis incisus
Euscelis incisus är en insektsart som först beskrevs av Carl Ludwig Kirschbaum 1858.  Euscelis incisus ingår i släktet Euscelis, och familjen dvärgstritar. Arten är reproducerande i Sverige.